# (975) Perseverantia
(975) Perseverantia és un asteroide del cinturó principal descobert per l'astrònom Johann Palisa en 1922 des de l'observatori de Viena, Àustria.
Deu el nom a la paraula llatina perseverantia (perseverància).
Perseverantia forma part de la família d'asteroides de Coronis.
S'estima que té un diàmetre de 26,49 ± 1,7 km. La seva distància mínima d'intersecció de l'òrbita terrestre és d'1,76328 ua.
Les observacions fotomètriques recollides d'aquest asteroide mostren un període de rotació de 7,26 hores, amb una variació de lluentor de 10,41 de magnitud absoluta.